# Cratere Janáček
Janáček è un cratere d'impatto presente sulla superficie di Mercurio, a 55,6° di latitudine nord e 154,88° di longitudine ovest. Il suo diametro è pari a 47 km.
Il cratere è stato battezzato dall'Unione Astronomica Internazionale in onore del compositore cecoslovacco Leoš Janáček.